# 李正春
李正春（？—？年），字孟芳，南直隶苏州府太仓州民籍，常熟縣人，明朝政治人物。

## 生平
天啓元年（1621年）辛酉科應天府乡试舉人，崇祯元年（1628年）戊辰科三甲第一百三十五名進士，授福建侯官县知县。